# Mona Barrie

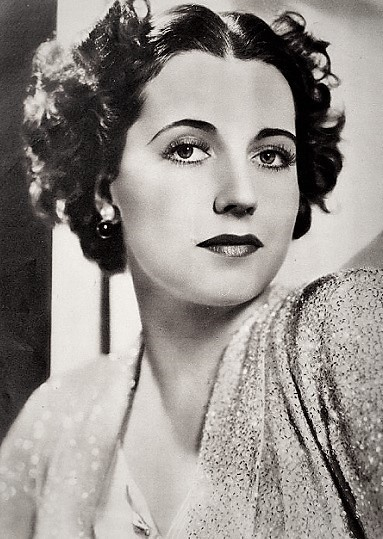
Mona Barrie

Mona Barrie (18. prosince 1905 Londýn – 27. června 1964 Los Angeles) byla anglická herečka, která se prosadila na australské divadelní scéně, než zahájila kariéru v USA a v hollywoodských filmech.

## Životopis
Mona Barlee Smith se narodila v Londýně komikovi Philu Smithovi a umělkyni z varieté Jessie Barlee. Od roku 1914 žila v Austrálii a svůj profesionální debut měla v roce 1922 v inscenaci Veselé vdovy. Následujících 10 let hrála převážně v hudebních komediích a získala si velkou popularitu. Objevila se po boku mnoha australských hvězd, včetně Roye Reneho. Hrála také ve svém prvním filmu, His Royal Highness, s australským komikem Georgem Wallacem.
V roce 1933 emigrovala do New Yorku, kde absolvovala filmové testy, které jí zajistily smlouvu se společností Fox Film Corporation. Svůj první americký film, Sleepers East, natočila pod uměleckým jménem Mona Barrie.
Ačkoliv jí nedostatek oslnivé krásy často přisuzoval důležité, ale vedlejší role, během své téměř 20leté filmové kariéry se objevila ve více než 50 filmech. Hrála například ve filmu Dawn on the Great Divide (1942), který byl posledním filmem Bucka Jonese před jeho smrtí při požáru nočního klubu Cocoanut Grove v Bostonu. Barrie také vystupovala v různých divadlech po celých USA a na Broadwayi debutovala v roce 1937 jako Lady Agatha v inscenaci Virginia Arthura Schwartze.
Za svůj přínos filmovému průmyslu získala v roce 1960 hvězdu na Hollywoodském chodníku slávy, která se nachází na adrese 6140 Hollywood Boulevard. 
V červenci 1928 se v australském Melbourne provdala za Charlese Harolda Raysona, ale manželství nebylo úspěšné a v roce 1931 bylo rozvedeno. V roce 1938 se provdala za Kanaďana Paula Boltona. Obě manželství byla bezdětná.
Barrie zemřela v roce 1964 v Los Angeles ve věku 54 let z nespecifikovaných příčin. Spolu s Boltonem je pohřbena na hřbitově Knox United Church Cemetery v Torontu.